# Copris mexicanus
Copris mexicanus là một loài bọ cánh cứng trong họ Bọ hung (Scarabaeidae).